# جایزه بزرگ بریتانیا ۱۹۷۵
جایزه بزرگ بریتانیا ۱۹۷۵ (انگلیسی: ‎1975 British Grand Prix‎)، که به‌طور رسمی با نام جایزه بزرگ جان پلیر شناخته می‌شود، یک مسابقهٔ موتوری در رشتهٔ اتومبیل‌رانی فرمول یک بود که در تاریخ ۱۹ ژوئیهٔ ۱۹۷۵ در پیست سیلورستون واقع در نورث‌همپتون‌شر، بریتانیا برگزار شد. این گراند پری در میان ۱۴ گراند پری در فصل ۱۹۷۵، مسابقهٔ شمارهٔ ۱۰ بود.
در این مسابقه که در ۵۶ دور و به مسافت ۲۶۴٫۲۶۴ کیلومتر (۱۶۴٫۲۰۶ مایل) برگزار شد، پول پوزیشن توسط تام پرایس کسب شد و سریع‌ترین زمان برای طی یک دور پیست که برابر با ۱:۲۰٫۹ بود نیز توسط کلی رگاتزونی به ثبت رسید.
امرسون فیتیپالدی از تیم مک‌لارن-فورد، کارلوس پیس از تیم برابام-فورد و جودی شکتر از تیم تایرل-فورد به‌ترتیب مقام‌های اول تا سوم مسابقه را کسب کردند.

## رده‌بندی قهرمانی پس از مسابقه
| جایگاه | راننده           | امتیاز |
| ------ | ---------------- | ------ |
| ۱      | نیکی لائودا      | ۴۷     |
| ۲      | امرسون فیتیپالدی | ۳۳     |
| ۳      | جیمز هانت        | ۲۵     |
| ۴      | کارلوس روتمان    | ۲۵     |
| ۵      | کارلوس پیس       | ۲۴     |
| منبع:  |                  |        |

| جایگاه | سازنده      | امتیاز  |
| ------ | ----------- | ------- |
| ۱      | فراری       | ۵۰      |
| ۲      | برابام-فورد | ۴۲ (۴۴) |
| ۳      | مک‌لارن-فورد | ۳۹٫۵    |
| ۴      | هسکث-فورد   | ۲۵      |
| ۵      | تایرل-فورد  | ۲۴      |
| منبع:  |             |         |

یادداشت
- تنها پنج جایگاه نخست از هر رده‌بندی نمایش داده شده‌است.